# Мэйлин, Мишель
Мишель Мэйлин (англ. Michelle Maylene, род. 20 января 1987 года) — американская порноактриса.

## Биография
Мэйлин родилась на авиабазе Эдвардс, Калифорния. Её отец был французского происхождения, а мать — филиппино-гавайского.
В 2006 году она начала работать стриптизёршей.
С 2007 по 2010 год Мэйлин снялась в четырёх сезонах эротического сериала Cinemax Co-Ed Confidential. Она участвовала в Jenna Jameson’s American Sex Star, где прошла в финал первого сезона. Снималась в Playboy TV’s Night Calls и Canoga Park, а в 2008 году работала корреспондентом на сайте Adult Video News AVNLive.com. В 2011 году он сыграла роль Эши в эпизоде «Downtime» сериала Cinemax Chemistry.
В 2011 году журнал Complex поставил её на 28 место в списке «50 самых горячих азиатских порноактрис всех времён».

## Личная жизнь
Была помолвлена с английским актёром Маркусом Патриком.

## Награды и номинации
- 2005 номинация на XRCO Award — Cream Dream[6]
- 2007 номинация на AVN Award — Лучшая новая старлетка[7]
- 2008 номинация на AVN Award — Best Crossover Star[5]

## Частичная фильмография
- Teen Idol 3 (2005)
- Barely Legal Corrupted 6 (2005)
- Sakura Tales 9 (2006)
- Jack’s Playground 32 (2006)
- Неутолимое желание (2006)
- Who’s Your Daddy Vol 8 (2006)
- Explosive Fantasies (2007)
- Pledge This (2007)
- Co-Ed Confidential (2007—2010)
- Cougar School (2009)
- Lust at First Bite (2010)